# Mimela unicolor
Mimela unicolor är en skalbaggsart som beskrevs av Frey 1975. Mimela unicolor ingår i släktet Mimela och familjen Rutelidae. Inga underarter finns listade i Catalogue of Life.